# Voldemaras
Voldemaras ist ein litauischer männlicher Familienname und Vorname (abgeleitet von Valdas).

## Personen
Vorname
- Voldemaras Adamkavičius (* 1926), Politiker, litauischer Präsident
- Voldemaras Bandžiukas (* 1959), Politiker,  Bürgermeister von Joniškis

Familienname
- Augustinas Voldemaras (1883–1942), Politiker und Staatsmann